# أرافات (مقاطعة تشالدران)
أرافات (بالفارسية: عرفات) هي منطقة سكنية تقع في قسم ببه‌جيك (مقاطعة تشالدران) في إيران. يقدر عدد سكانها بـ 180 نسمة .